# 시바 요시타케
시바 요시타케(斯波義健)는 무로마치 시대 중기의 슈고 다이묘이자 시바씨(무위가) 제9대 당주이다. 에치젠, 오와리, 도토미슈고. 아버지는 시바씨 제8대 당주 시바 요시사토(斯波義郷). 요시사토의 낙마사후 겨우 2살에 당주에 오른다.
| 전임 시바 요시사토 | 제9대 시바 씨 당주 1436년 - 1452년 | 후임 시바 요시토시 |